# Walter Kuntze
Walter Kuntze (Rathenow, 23 februari 1883 - Detmold, 1 april 1960) was een Duitse General der Pioniere in de Wehrmacht tijdens de Tweede Wereldoorlog. Hij had onder andere het bevel over het 12e Leger. Kuntze werd in 1945 gevangengenomen door geallieerde troepen en in 1947 werd hij berecht. Hij werd schuldig bevonden aan oorlogsmisdrijven en misdrijven tegen de menselijkheid en veroordeeld tot een levenslange gevangenisstraf, een straf die hij tot 1953 moest uitzitten, totdat hij werd vrijgelaten wegens een zwakke gezondheid. Op 1 april 1960 stierf Kuntze.

## Militaire loopbaan
- Fahnenjunker: 24 maart 1902[1][4]
- Fähnrich: 18 oktober 1902[1]
- Leutnant: 18 augustus 1903[1] (benoemingsakte (Patent) vanaf 19 augustus 1902)[4]
- Oberleutnant: 18 augustus 1911[1][4]
- Hauptmann: 8 november 1914[1][4]
- Major: 1 april 1923[4]
- Oberstleutnant: 1 februari 1929[1][4]
- Oberst: 1 oktober 1931[1][4]
- Generalmajor: 1 september 1934[1][4]
- Generalleutnant: 1 augustus 1936[1][4]
- General der Pioniere: 10 februari 1938[1] - 1 februari 1938[4]

## Decoraties
- Ridderkruis van het IJzeren Kruis op 18 oktober 1941 als General der Pioniere en Commandant van het 42e Legerkorps [5][6][1][3][4]
- Duitse Kruis in zilver op 3 december 1943 als General der Pioniere en Chef des Ausbildungswesens beim Chef der Heeresrüstung und Befehlshaber des Ersatzheeres[1][6]
- IJzeren Kruis 1914, 1e klasse[4][3][1][6][7] en 2e klasse[4][3][1][6][7]
- Herhalingsgesp bij IJzeren Kruis 1939, 1e klasse[3][6] en 2e klasse[3][6]
- Gewondeninsigne 1918 in zwart[7][1]
- Hanseatenkruis van Hamburg[7][6][1]
- IJzeren Halve Maan[7][6][1]
- Ridderkruis in de Huisorde van Hohenzollern met Zwaarden[7][6][1][4]
- Erekruis voor Frontstrijders in de Wereldoorlog[6][1]
- Orde van Militaire Verdienste (Beieren), 4e klasse met Zwaarden[7]
- Kruis voor Oorlogsverdienste, 1e Klasse[6] en 2e klasse[6] met Zwaarden[1]
- Grootkruis in de Orde van de Kroon van Koning Zvonimir[1]
- Dienstonderscheiding van Leger en Marine voor (25 dienstjaren)[1]
- Officier in de  Militaire Orde van Verdienste[1][7]
- Militaire Orde voor Dapperheid in de Oorlog, 3e Klasse met Oorlogsdecoratie[1][7]